# Platycleis pathana
Platycleis pathana är en insektsart som beskrevs av Frederick Everard Zeuner 1941. Platycleis pathana ingår i släktet Platycleis och familjen vårtbitare. Inga underarter finns listade i Catalogue of Life.